# Teenage Dream
Teenage Dream är Katy Perrys tredje studioalbum, släppt den 24 augusti 2010.

## Låtlista
1. Teenage Dream 3:48
2. Last Friday Night (T.G.I.F.) 3:51
3. California Gurls (feat. Snoop Dogg) 3:55
4. Firework 3:48
5. Peacock 3:52
6. Circle The Drain 4:33
7. The One That Got Away 3:47
8. E.T. 3:26
9. Who Am I Living For? 4:09
10. Pearl 4:08
11. Hummingbird Heartbeat 3:32
12. Not Like The Movies 4:01
13. If We Ever Meet Again (feat. Timbaland) 4:52
14. Starstrukk (feat. 3OH!3) 3:22
15. California Gurls (MSTRKRFT Main Mix) 4:23
16. California Gurls (Passion Pit Main Mix) 5:49
17. California Gurls (Armand Van Helden Remix) 5:12
18. Teenage Dream (Kaskade Club Mix) 6:28